# Sjálkót
Sjálkót (urdsky: سيالكوٹ) je město v pákistánském Pandžábu.
Jde o hlavní město okresu Sjálkót a 12. nejlidnatější město Pákistánu. K roku 2017 mělo 591 668 obyvatel.

## Dějiny

### Starověk
Podle římsko-řeckého historika Arriána mělo město v době invaze Alexandra Makedonského 80 000 obyvatel, ale bylo srovnáno se zemí jako varování ostatním blízkým městům.
Ve 2. století př. n. l. prošlo město přestavbou a stalo se hlavním městem krále Menandra I. Za jeho vlády se z města stalo obchodní centrum proslulé hedvábím.

#### Hunové
Kolem roku 460 vtrhli do regionu Hunové a město dobyli, stalo se tak jejich významným centrem. V roce 528 byli Hunové poraženi koalicí vedenou princem Yashodharmanem.

#### Pozdní antika
V roce 633 město navštívil čínský cestovatel Süan-cang. V této době bylo město jádrem regionu severní Pandžáb. V roce 643 jej napadli princi z Džammú, kteří jej drželi až do muslimských invazí během středověku.

### Středověk
V 11. století padl Láhaur a hlavní město říše hinduistických Šahíjů bylo přesunuto do Sjálkótu.
V roce 1185 dobyl Pandžáb Muhammad z Ghóru a připojil město k sultanátu Dillí.
Ve 13. století přijel do oblasti Imám Ali-ul-Haq, který úspěšně konvertoval mnoho hinduistů na Islám. Ali-ul-Haq později zemřel v boji a je uctíván jako mučedník.
V 15. století se stal Sjálkót hlavním městem vládce Jasrata, který dobyl v letech 1421–1442 většinu Pandžábu, v roce 1423 také porazil džammského vládce Bhim Devu a získal Džammú.
Po Jasratově smrti město dobyl sultán Bahlul Lodi.
V roce 1520 bylo město dobyto během tažení Usmana Ghani Razy.

### Britská kolonizace
Sjálkót byl obsazen Brity po porážce Sikhů v bitvě u Gurajtu v roce 1849.
V roce 1857 se 2 pluky vzbouřili proti Východoindické společnosti.
Během koloniální éry se město proslavilo výrobou papíru a železa.
Chirurgické nástroje byly z města rozváženy do celé Indie.
Město také vyrábělo sportovní potřeby.
Během Druhé búrské války byli v Sjálkótu drženi váleční zajatci.

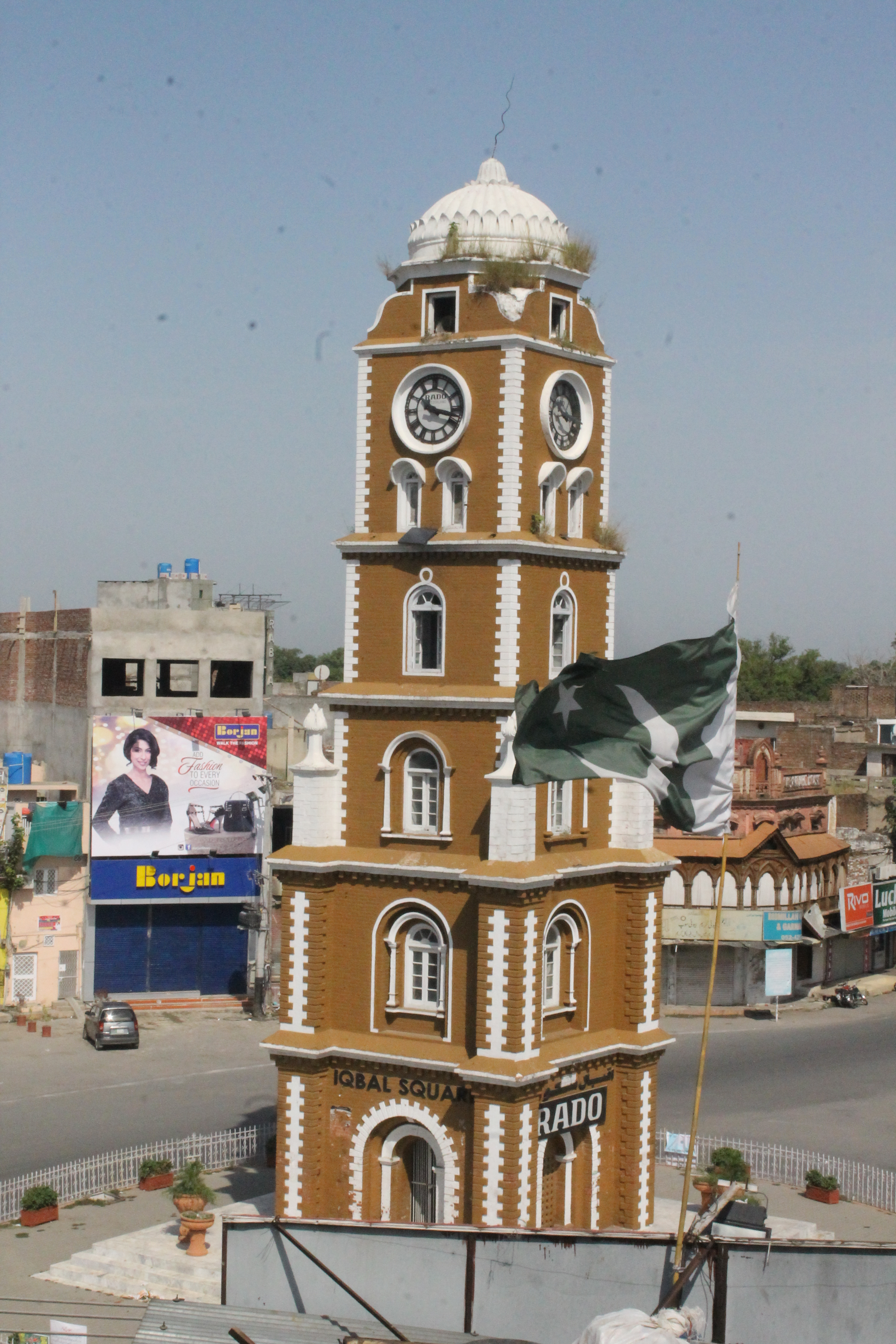
Clock Tower z roku 1922

### Po 2. světové válce
V roce 1947 došlo k vyhlášení nezávislosti, hinduisté a sikhové se přestěhovali do Indie, zatímco muslimové se usadili ve městě.
Většina průmyslu ve městě byla zničena.

## Průmysl
Ze Sjáljótu pochází 10% výrobků, které jsou exportovány z Pákistánu, v roce 2017 město vyvezlo zboží v celkové hodnotě 2,5 miliardy dolarů.
Z města je také vyváženo až 70% ze všech fotbalových míčů.

## Doprava

### Automobilová
Sjálkót spojuje s městy Wazirabad, Daska, Láhaur a Gujranwala dvouproudová dálnice.

### Železniční
Z města vyjíždí každodenně Allama Iqbal Express, který jede do Karáčí a přes Láhaur zpět do města.

### Letecká
Sjálkótské mezinárodní letiště bylo postaveno v roce 2007 a výstavba stála 4 miliardy rupií. Z letiště se létá do Bahrajnu, Ománu, Saúdské Arábie, Kataru, Spojených arabských emirátů , Francie, Spojeného království a Španělska.

## Osobnosti

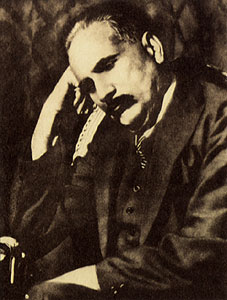
Muhammad Iqbal

- Muhammad Iqbal, básník, filozof a politik
- Faiz Ahmad Faiz, básník

## Partnerská města
- Bolibgbrook, Illinois[15]